# オリジン東秀
オリジン東秀株式会社（オリジンとうしゅう、英: ORIGIN TOSHU Co., Ltd.）は、惣菜、弁当の製造・販売を中心とする日本の企業。イオンリテールの子会社。本社は東京都調布市。持ち帰り弁当チェーン「オリジン弁当」、中華料理チェーン「中華東秀」などを展開する。惣菜は外部委託している。

## 概要
設立は1966年9月。創業者である安澤英雄が有限会社東秀を設立し、翌10月に中華料理店「東秀」を世田谷区千歳船橋に開店。1976年に株式会社化。
1982年から持ち帰り弁当事業（「ファミリー弁当」など）を始め、現在の同社の中心である総菜と弁当の併売店「オリジン弁当」は、1994年3月に川崎市に第1号店を開店（高津店）。1997年には社名を「株式会社東秀」から「オリジン東秀株式会社」に変更。2005年3月にはオリジン弁当600号目の店舗となる東久留米前沢店（東久留米市）を開店。
1997年12月18日にJASDAQ（当時の名称。店頭市場）にて株式公開し、2005年3月23日には東京証券取引所第2部に上場した。しかし、2006年1月にドン・キホーテ（後のパン・パシフィック・インターナショナルホールディングス）が同社に対する株式公開買付け（TOB）を発表。これに対し、同社取締役会が反対の意向を示し、ホワイトナイトであるイオンによるTOBに賛同する意向を表明した結果、同年3月にはイオンが発行済株式の96.01%を所有する筆頭株主となった。またこれに伴い、同社は2006年7月27日に上場廃止となった。

## 沿革
- 1966年9月 - 当社の前身である有限会社東秀を設立し、翌月に中華料理店「東秀」を開店。
- 1976年11月 - 株式会社に改組。
- 1982年6月 - 弁当事業部を立ち上げ、持ち帰り弁当店「マミー弁当」を開店。
- 1994年4月 - 新業態として、量り売り惣菜と弁当併売型店舗「オリジン弁当」を開店。
- 1997年
  - 4月 - 商号を現在のオリジン東秀株式会社に変更。
  - 12月 - 日本証券業協会に株式を店頭公開。
- 2004年12月 - ジャスダック證券取引所（現・大阪証券取引所ジャスダック市場）に株式上場。
- 2005年
  - 3月 - 東京証券取引所市場第二部に上場。
  - 8月 - 株式会社ドン・キホーテが当社株式の一部を取得。
  - 8月 - 「オリジン弁当」が大阪府茨木市に開店し、関西地区に進出。
- 2006年
  - 1月 - 株式会社ドン・キホーテが当社株式に対する公開買付けを開始。その後、イオン株式会社も当社株式に対する公開買付けを開始。
  - 2月 - 株式会社ドン・キホーテが行った当社株式に対する公開買い付けが不成立となり、同社が当社株式を市場にて追加取得。その後、ドン・キホーテとイオンのトップ会談が行われ、ドン・キホーテ側がイオンが行う当社株式に対する公開買い付けに応募する旨を表明する。
  - 3月 - イオンが行った当社株式に対する公開買付けが成立し、同社の子会社となる。
- 2008年8月 - イオンの純粋持株会社への移行に伴い、当社の親会社がイオンリテール株式会社に変更。
- 2009年7月 - おにぎり・唐揚げを専門とした新業態「おにから屋」をジャスコ柏店（現・イオン柏店）内にオープン。
- 2010年
  - 2月 - オフィスビルの弁当フードコート「屋台デリ」への出店を開始。
  - 10月 - GMS（総合スーパー）のデリカ売場と融合したFC事業を立ち上げ、ジャスコ御嶽山駅前店（現・イオン御嶽山駅前店）に出店。
- 2011年4月 - GMS改革の一環として、当社が展開する「オリジン弁当」の商品やノウハウを、首都圏の「イオン」の惣菜売場に導入。
- 2012年12月 - 「オリジン弁当」全店舗と本厚木駅東口店を除く「中華東秀」の店舗において、イオンの電子マネーWAONを導入。同時に「オリジンWAONカード」の発行も開始。
- 2013年
  - 2月 - 「オリジン弁当の食事宅配」を東京都江戸川区で開始し、食事宅配事業に進出。
  - 9月 - 2013年8月にイオン株式会社の連結子会社となった株式会社ダイエーへ、相武台店から「オリジン弁当」の導入を開始（イオン、マックスバリュと同じ惣菜売場内店舗の扱い）。
- 2017年3月 - 新業態「れんげ食堂Toshu」をスタート、中華東秀からの転換を進める。
- 2018年1月29日 - 本社を東京都調布市仙川町3丁目2-4（小田急バス本社ビルの向かい）から、調布市調布ヶ丘1丁目18-1の調布センタービル5階（調布駅徒歩9分）へ移転[3]。
- 2018年3月 - 上野原第2工場を開設。
- 2020年7月3日 - 新業態「唐星」の1号店がさいたま市桜区田島にオープン[4]。
- 2021年
  - 3月 - イオングループのパレッテ株式会社へ商品供給を開始。
  - 3月28日 - この日の17時をもって、唐星が閉店[5]。同年10月4日、跡地にトライ・インターナショナルが展開するラーメン店「蔵出し味噌 門左衛門」がオープンした[6][7][8]。
- 2023年
  - 5月 - オリジン1000号店　大阪「上新庄駅前店」オープン
- 2024年
  - 2月 - 冷凍食品事業「冷凍のり弁当」販売開始
  - 10月 - オリジンモバイルオーダーを路面店全店に導入

## 展開する店舗
- 中華東秀 - 中華料理の定食屋。創業以来の業態。
  - CASUAL CHINESE TOSHU（カジュアルチャイニーズトウシュウ）・れんげ食堂Toshu - 女性やファミリー層が気軽に利用できるよう、中華東秀とは店舗の外観や内装を変えた新業態。野菜の摂れるメニューが充実している。れんげ食堂Toshuには限定メニューも存在する。現在、ほとんどの店舗がれんげ食堂Toshuに業態転換。CASUAL CHINESE TOSHUは現存せず、中華東秀も2025年6月の田無店の転換を最後に全店舗がれんげ食堂Toshuとなった。
  - ORIGIN DINING（オリジンダイニング）- 定食専門店。ちょい飲みメニューに加え、テイクアウトもできる。
- オリジン弁当 - 店内調理の持ち帰り弁当・惣菜店。
  - キッチンオリジン - 従来の弁当に加え、惣菜やデザートを充実させたオリジン弁当の新業態。店舗によっては購入した商品をその場で食べることができるイートインスペースも設置されている。2014年のオープン時には「今後3年間に200店舗を新規出店し、300店舗をオリジン弁当から転換する」としていた[9]。
  - Origin（オリジン） - 「フリースタイルレストラン」。この業態の店舗ではイートインが設置されており、キッチンオリジンにもあるイートインメニューに加え、定食メニューが設定されている。
  - オリジンデリカ - スーパーマーケット「マックスバリュ」・「カスミ」、ディスカウントストア「アコレ」の一部店舗に出店している。オーダー弁当はなく、惣菜・サラダに限られている。
  - おにから屋 - おにぎり・唐揚げを専門とする業態。現在はイオン柏店、イオン八千代緑が丘店、ザ・ビッグ昭島店の3店舗。
  - 屋台デリ オリジン - オフィスビルや官公庁内に展開する複数の弁当店を集結させたフードコート「屋台DELi」内に出店する業態。

## 展開する店舗構想
- ORIGIN CHINA（オリジンチャイナ） - 中華専門店。メニュー加え、テイクアウトもできる。

## 展開していた店舗
- 唐星 - からあげ専門店。1号店が2020年7月3日にさいたま市桜区田島にオープンするも、翌年3月28日17時をもって閉店。

## 店舗例ギャラリー

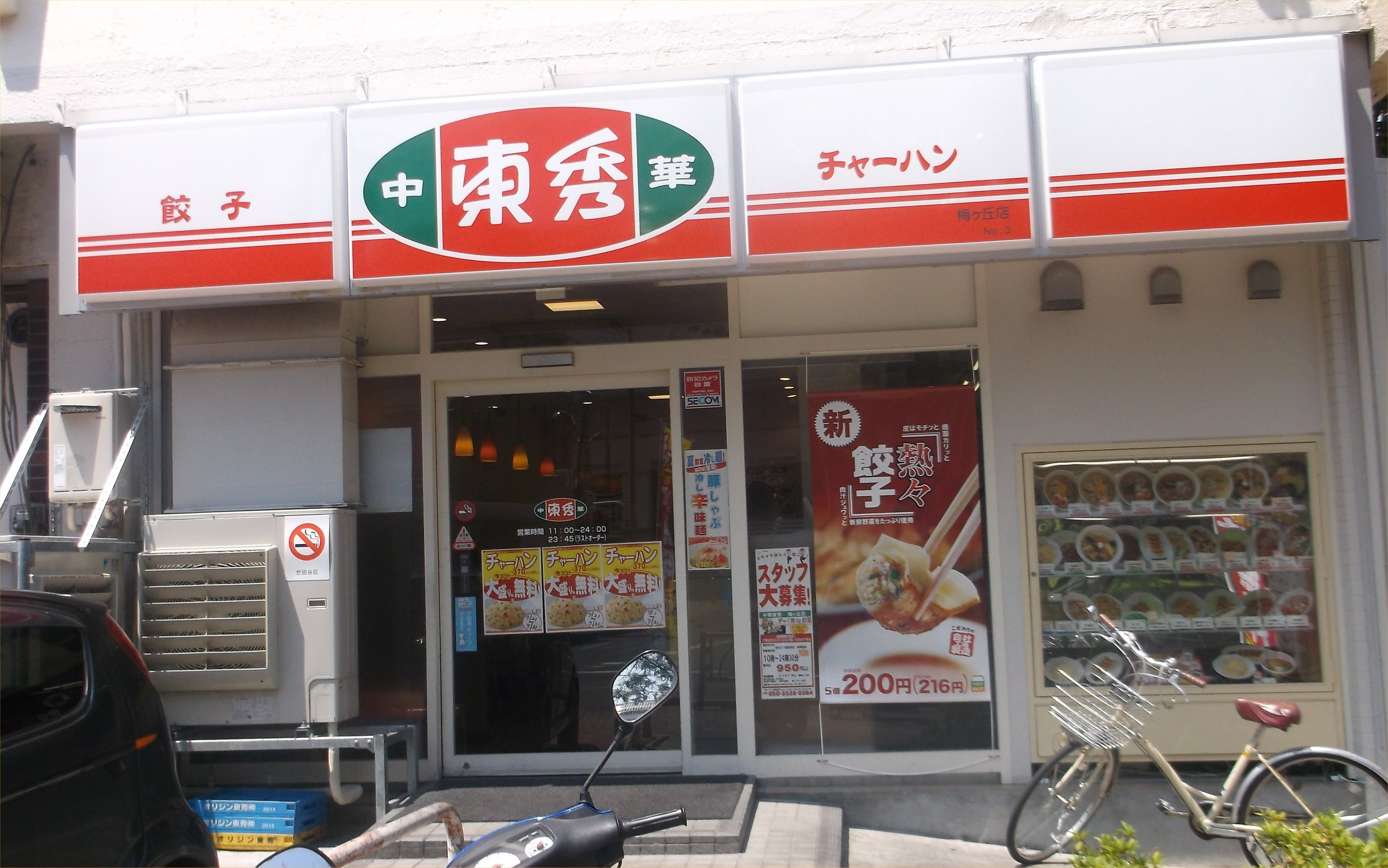
中華「東秀」梅丘店
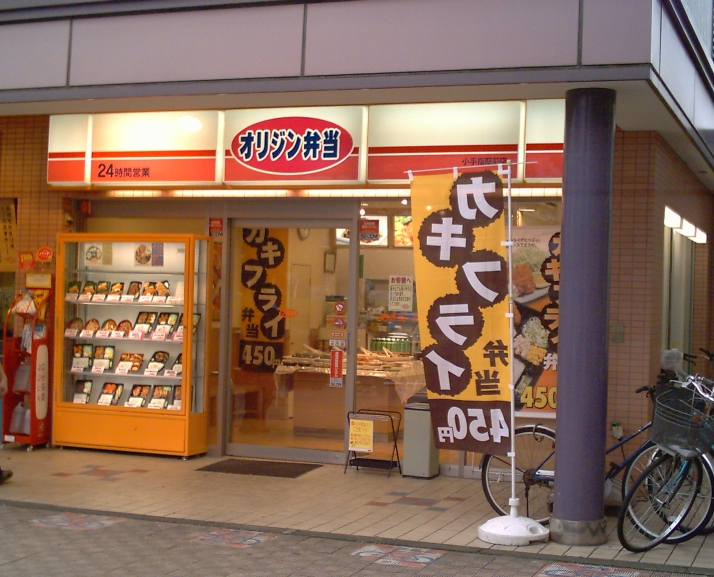
オリジン弁当所沢小手指駅前店
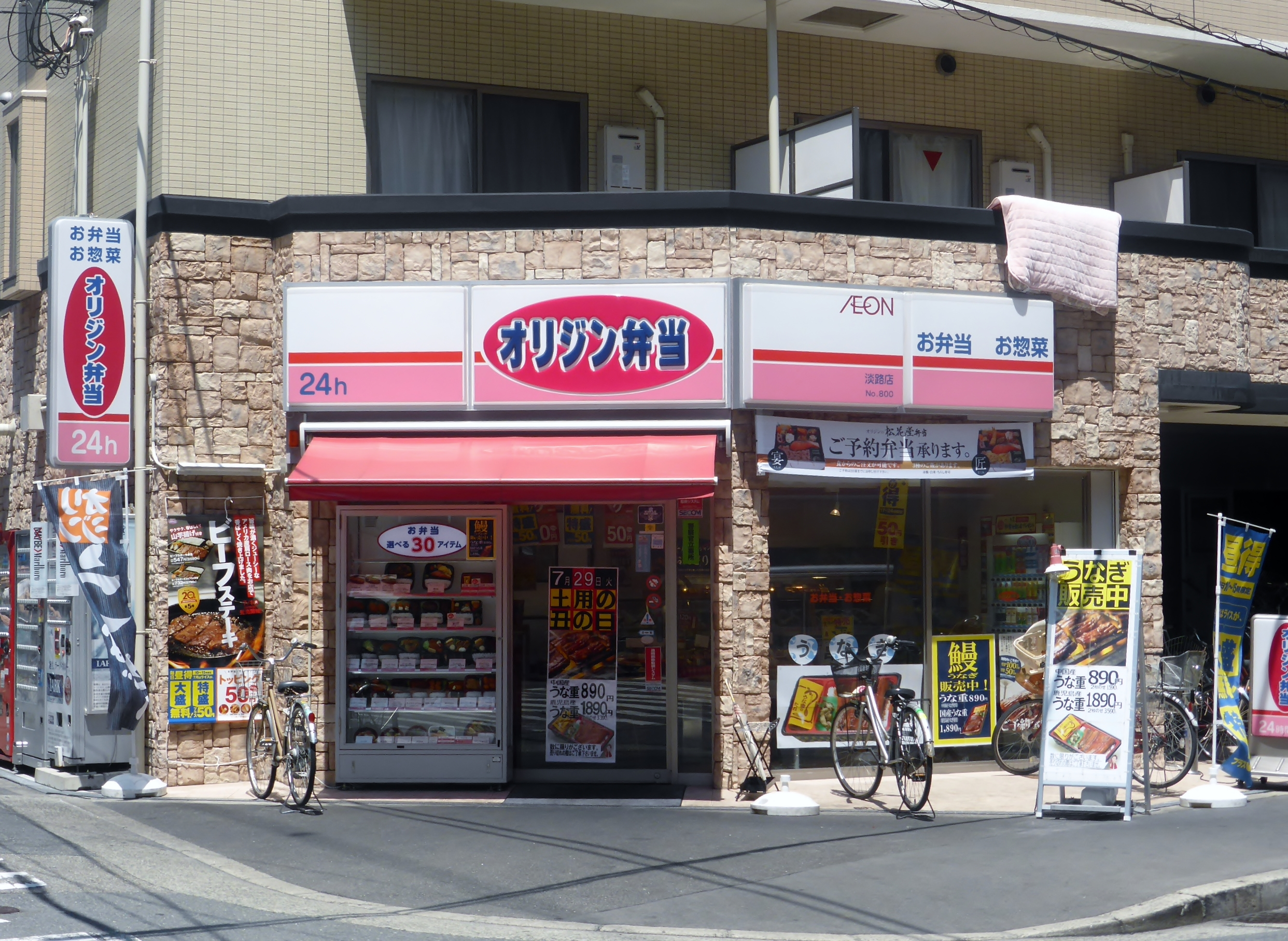
オリジン弁当淡路店（イオンCI導入後）
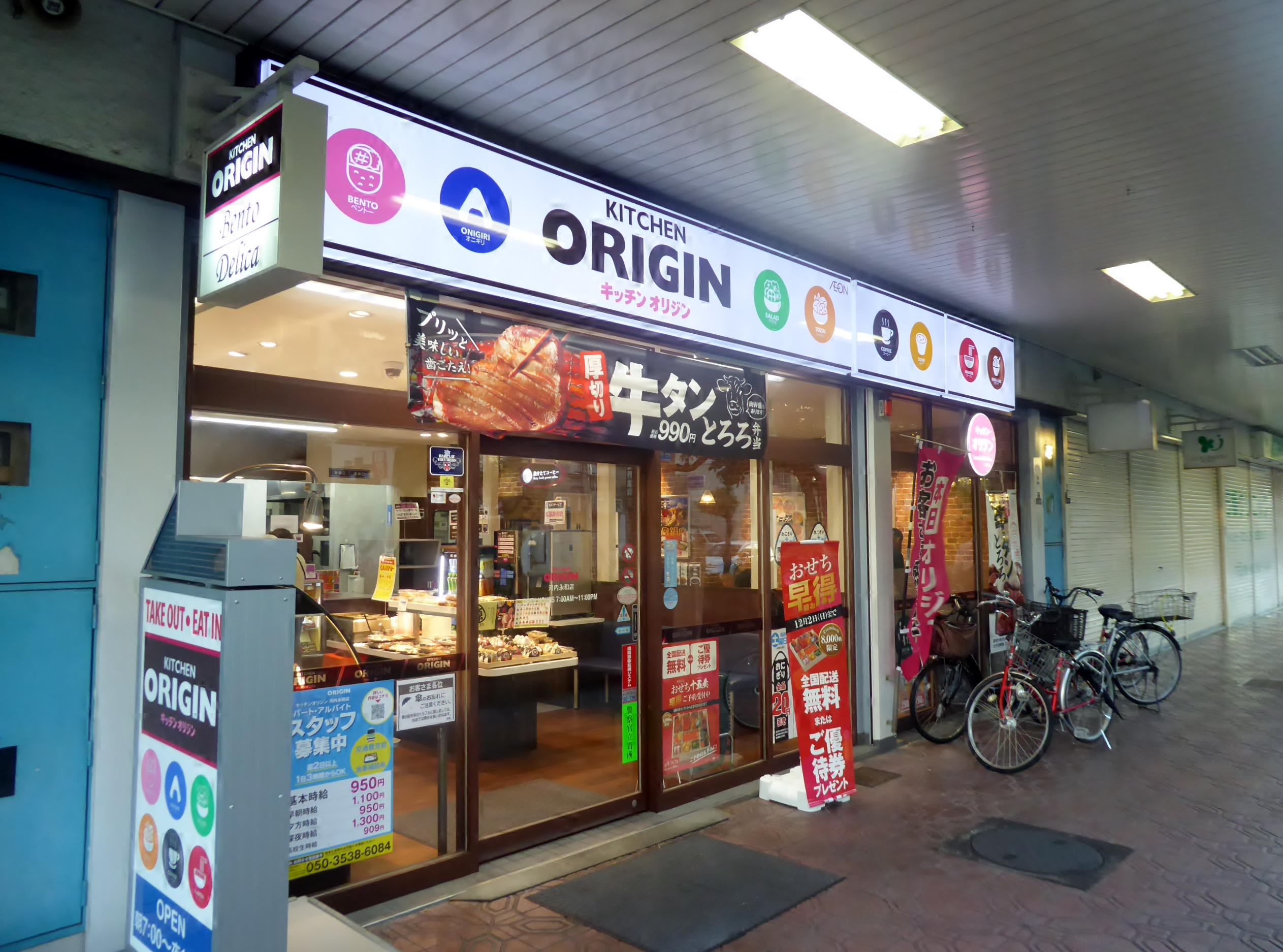
キッチンオリジン河内永和店
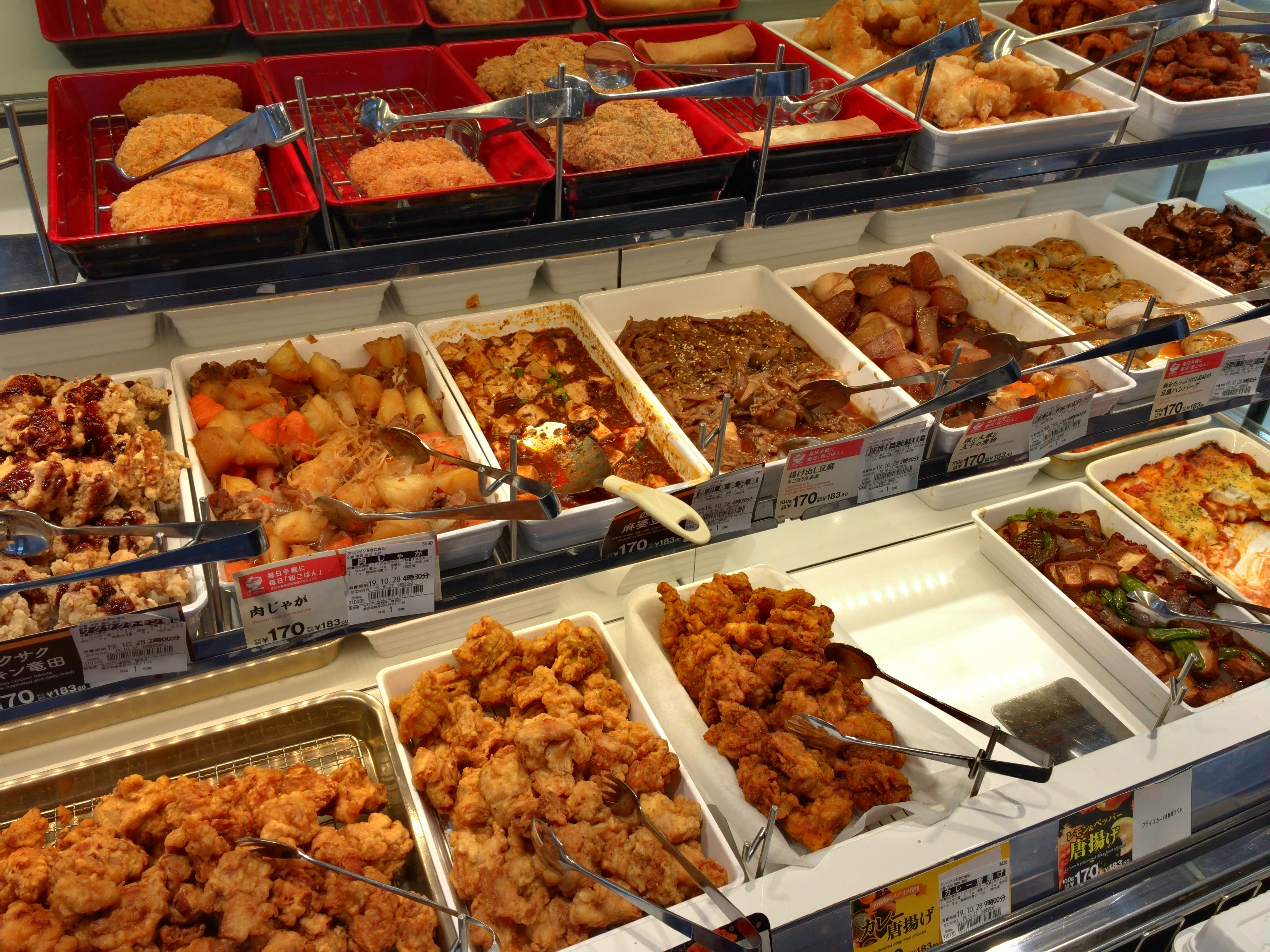
オリジン弁当の惣菜の棚

## ドン・キホーテとイオンによるTOB
2005年8月、オリジン東秀で経営陣と創業者遺族の間で意見の相違が生じたため、ドン・キホーテとその社長（当時）安田隆夫が共同で創業者遺族からオリジン東秀の株式23.62%を取得した（ドン・キホーテ8.63%、安田隆夫4.53%。ほかに10.46%保有するコーワ株式会社を創業者長男・安澤英之からドン・キホーテが買収し子会社化することでオリジン東秀株式を間接保有）。ドン・キホーテとしては、オリジン弁当の弁当販売を組み込んだ次世代型コンビニエンスストアの事業化を計画していた。しかし、オリジン東秀経営陣の消極的な姿勢から、2006年1月15日に突如オリジン東秀株式の公開買付（TOB）を発表（この時点で30.92%まで取得）。
この敵対的TOBに対しては、オリジン東秀の取締役会・従業員ともに反対を表明する中、イオンがホワイトナイトとして友好的TOBを実施することを発表。オリジン東秀の取締役会・労働組合が賛同したうえ、イオンの取得価格が高額（1株当たり300円高い3100円）だったこともあり、2月9日、ドン・キホーテのTOBは不成立に終わった。
これでイオングループ入りが確実になったかと思われたが、2月10日～15日の間にドン・キホーテが株式市場にて15.28%のオリジン東秀株を追加取得して、特別関係者である株式会社セルバンテス（コーワ株式会社から社名変更）と安田隆夫会長の保有分を合わせ46.21%を保有する株主となり、次世代型コンビニエンスストアの事業化を求めた（その後47.82%まで買増）。
その後、2月21日～22日にわたり、岡田元也イオン社長と安田隆夫ドン・キホーテ会長のトップ会談が行われた結果、イオンが実施中だった公開買付（TOB）に対して、ドン・キホーテが応募する形で撤退することを決定。3月13日にTOBが成立し、3月20日にオリジン東秀はイオンの子会社（95.50%、議決権で96.01%）となった。グループ化により、ジャスコ浦和美園店（現・イオン浦和美園店）などでオリジン弁当のコーナーを新設した（惣菜は一部他社製品もある）。
また、2011年4月からは当社が展開している「オリジン弁当」の商品やノウハウを総合スーパー「イオン」の総菜売り場に導入したほか、同年9月から発売されていたイオンのプライベートブランド「トップバリュ レディミール」のチルド惣菜の一部製品の監修も行っていた（対象商品にはオリジン弁当監修の記述がある）。さらに、2012年12月1日に「オリジン弁当」と「中華東秀（本厚木駅東口店を除く）」に電子マネーWAONを導入した。

## 不祥事

### 期限切れ食材の製造、および販売
2007年12月5日、記者会見において、オリジン弁当の製造の際、基準の消費期限を超えた食材で総菜の製造、販売を行っていたことが明らかになった。オリジン東秀の消費期限基準は製造から2日までとなっているが、4商品が消費期限から1日過ぎたもので製造されたもので、当時の全576店のうち20店で行われていた。従業員が該当店舗の店長に指摘したものの、聞き入れられずイオンに通報したことにより発覚したものである。

### 従業員が同業他社店舗で商品破損を伴う迷惑行為
2022年2月20日深夜、オリジン東秀に勤務する当時19歳の男性従業員と関係者6名が、東京都江東区亀戸にある競合弁当店に感染症防止対策を無視した全員マスクなしの泥酔状態で入店し、店内に置かれた弁当を叩いたり、押しつぶしたりした上で、上着の内側に弁当を入れる仕草をするなどの商品破損を伴う迷惑行為を行った。
当初、オリジン側は一アルバイトのプライベートとして会社としては対応を拒んでいた。そこで、同年5月4日に被害に遭った弁当店が経緯とともに迷惑行為が撮影された動画をnoteに投稿。これが拡散されて一部メディアでも報道され、世論の非難が集まった。翌5日、オリジン東秀はホームページ上でのリリースで、迷惑行為を行った人物に同社従業員が含まれていたことを認め、謝罪したうえで再発防止として「全従業員に対し、改めてコンプライアンス教育を行い、法・社会通念に照らして、企業の一員として自覚ある行動を実践するよう努めると共に、風通しのよい組織風土の醸成に努めてまいります」と説明した。